# José de Oliveira Campos
José de Oliveira Campos (Recife,  24 de agosto de 1852 — Salvador, 1926) foi um advogado, político e escritor brasileiro, imortal fundador da cadeira número 1 da Academia de Letras da Bahia

## Biografia
Foi deputado provincial pela Bahia pelo Partido Conservador entre 1882 e 1883, diretor da Biblioteca Pública do Estado da Bahia (1886-1924), e imortal fundador da Cadeira número 1 da Academia de Letras da Bahia, em 1917 e redator do jornal Estado da Bahia .    
A sua principal obra data de 1891. É o Estudo sobre a origem histórica dos limites entre Sergipe e Bahia em coautoria com Francisco Vicente Vianna,  apresentado à Câmara dos Deputados do Brasil.   
José de Oliveira Campos morreu em Salvador em 1926   e em sua homenagem foi criado em 1942 o prêmio José de Oliveira Campos. 